# Талица (Коми)
Талица (коми Талича) — деревня в Прилузском районе Республики Коми России. Входит в состав сельского поселения Гурьевка.

## География
Деревня находится в юго-западной части республики, в подзоне средней тайги, в пределах Вычегодской равнины, на правом берегу реки Летки, вблизи места впадения в неё реки Талица-Ил, на расстоянии примерно 97 километров (по прямой) к югу от села Объячева, административного центра района. Абсолютная высота — 150 метров над уровнем моря.
Климат
Климат характеризуется как умеренно континентальный, с продолжительной суровой многоснежной зимой и коротким прохладным летом. Средняя температура воздуха самого холодного месяца (января) составляет −17 °C (абсолютный минимум — −50 °С); самого тёплого месяца (июля) — 15 °C (абсолютный максимум — 35 °С). Годовое количество атмосферных осадков — 700 мм.
Часовой пояс
Талица, как и вся Республика Коми, находится в часовой зоне МСК (московское время). Смещение применяемого времени относительно UTC составляет +3:00.

## Население
| 2010 |
| ---- |
| 91   |

Гендерный состав
По данным Всероссийской переписи населения 2010 года в гендерной структуре населения мужчины составляли 41,8 %, женщины — соответственно 58,2 %.
Национальный состав
Согласно результатам переписи 2002 года, в национальной структуре населения коми составляли 95 % из 147 чел.